# IAAF Hammer Throw Challenge

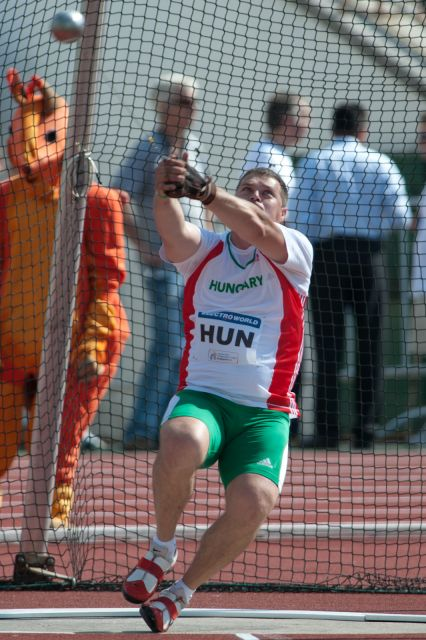
De winnaar van de IAAF Hammer Throw Challenge van 2011 en 2012 Krisztián Pars.

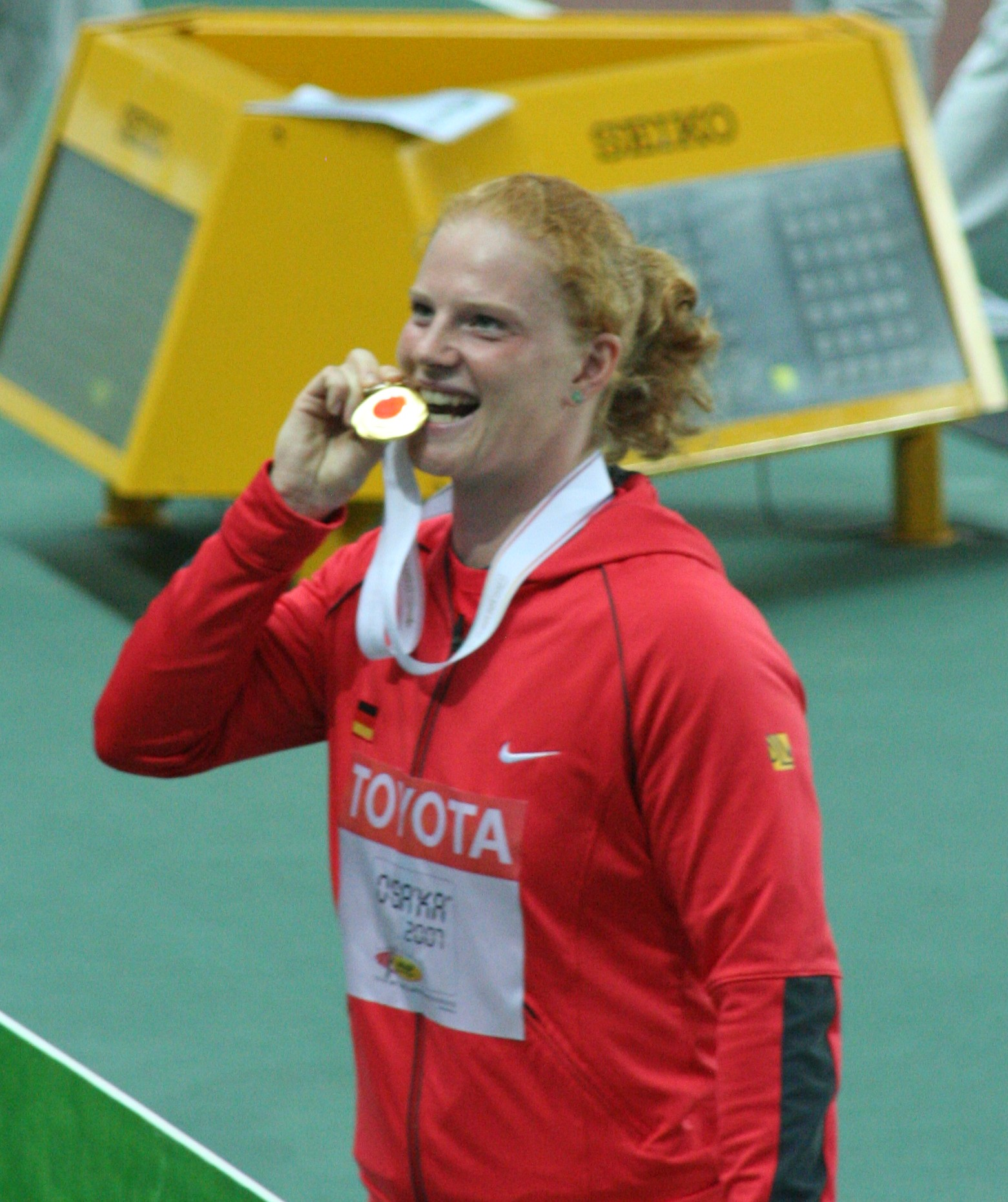
Betty Heidler, de winnares van de Hammer Throw Challenge van 2010, 2011 en 2012.

De IAAF Hammer Throw Challenge was een jaarlijks globaal kogelslingercircuit, georganiseerd onder toezicht van de International Association of Athletics Federations (IAAF) van 2010 tot aan het eind van het seizoen 2019.
De Hammer Throw Challenge werd tegelijkertijd met de Diamond League ingevoerd na het verdwijnen van de Golden League in 2010. De Diamond League werd in 2010 het belangrijkste atletiekcircuit voor alle baanonderdelen, met uitzondering van het kogelslingeren. Doordat kogelslingeren gevaarlijke situaties kan opleveren in sommige stadions, werd de Hammer Throw Challenge als apart circuit opgericht.
Het kogelslingercircuit bestond uit een aantal wedstrijden, waarvan de meeste tevens onderdeel waren van de IAAF World Challenge. Aan elke wedstrijd deden tussen de acht en twaalf kogelslingeraars mee. Atleten konden bij elke wedstrijd punten verdienen. Hun beste gooi van elke wedstrijd in meters was het aantal punten dat ze konden verdienen. Een wereldrecord gaf tevens een extra bonusmeter. Uiteindelijk telden de drie wedstrijden waar ze het meeste aantal punten hadden verzameld voor het eindklassement. Onder de top-twaalf van het eindklassement werd bij zowel de vrouwen als de mannen $101.000 verdeeld. De winnaar kreeg een bedrag van $30.000. Daarnaast werd er bij elke wedstrijd ook prijzengeld vergeven.
Tot en met 2012 waren alle wedstrijden die onderdeel waren van de Hammer Throw Challenge, ook onderdeel van de IAAF World Challenge. In 2013 veranderde dit en behoorden er meer, veelal Europese, wedstrijden tot het circuit die vaak op een lager niveau zijn ingeschaald. Een uitzondering is de Prefontaine Classic, een Diamond League-wedstrijd, die in 2013 onderdeel was van de IAAF World Challenge. In 2013 behoorden de wereldkampioenschappen ook tot het circuit.

## Kalender 2014
De Hammer Throw Challenge 2014 kende twaalf wedstrijden. De eerste editie (2010) bestond uit elf wedstrijden, de tweede uit negen, de derde uit acht en in 2013 waren er vijftien wedstrijden. 
| Datum       | Wedstrijd                                               | Stadion                        | Plaats         | Land        | Vrouwen/mannen |
| ----------- | ------------------------------------------------------- | ------------------------------ | -------------- | ----------- | -------------- |
| 11 mei      | Seiko Golden Grand Prix                                 | Olympisch Stadion              | Tokio          | Japan       | vrouwen        |
| 17 mei      | Ponce Grand Prix de Atletismo                           | Francisco Montaner Stadion     | Ponce          | Puerto Rico | beide          |
| 21 mei      | Beijing World Challenge                                 | Nationaal Stadion van Beijing  | Beijing        | China       | vrouwen        |
| 7 juni      | Janusz Kusocinski Memorial                              | ?                              | Szczecin       | Polen       | mannen         |
| 8 juni      | Meeting International Mohammed VI d'Athlétisme de Rabat | Prince Moulay Abdellah Stadion | Rabat          | Marokko     | vrouwen        |
| 11 juni     | Moscow Challenge                                        | Olympisch Stadion Loezjniki    | Moskou         | Rusland     | beide          |
| 17 juni     | Golden Spike Ostrava                                    | Městský stadion                | Ostrava        | Tsjechië    | beide          |
| 25 juni     | Paavo Nurmi Games                                       | Paavo Nurmi Stadium            | Turku          | Finland     | mannen         |
| 8 juli      | István Gyulai Memorial                                  | Puskàs Ferenc Stadion          | Székesfehérvár | Hongarije   | beide          |
| 16 juli     | Karlstad Grand Prix                                     | Tingvalla IP                   | Karlstad       | Zweden      | mannen         |
| 19 juli     | Meeting de Atletismo Madrid                             | Estadio de Vallehermoso        | Madrid         | Spanje      | mannen         |
| 31 augustus | ISTAF                                                   | Olympiastadion                 | Berlijn        | Duitsland   | beide          |

### Voormalige wedstrijden
In 2013 konden er ook punten worden verdiend voor het klassement bij de wereldkampioenschappen in Moskou.
| Jaren            | Wedstrijd                               | Stadion                         | Plaats            | Land             |
| ---------------- | --------------------------------------- | ------------------------------- | ----------------- | ---------------- |
| 2010             | Osaka Grand Prix                        | Nagaistadion                    | Osaka             | Japan            |
| 2010-2011        | Znamensky Memorial                      | Meteor Stadion                  | Zjoekovski        | Rusland          |
| 2010, 2012       | FBK Games                               | Fanny Blankers-Koen Stadion     | Hengelo           | Nederland        |
| 2010-2012        | Colorful Daegu Championships Meeting    | Daegu Blue Arc Stadium          | Daegu             | Zuid-Korea       |
| 2010-2012        | Hanzekovic Memorial                     | Stadion SRC Mladost             | Zagreb            | Kroatië          |
| 2010, 2011, 2013 | Meeting Grand Prix IAAF de Dakar        | Léopold Senghor Stadion         | Dakar             | Senegal          |
| 2010-2013        | Grande Premio Brasil Caixa de Atletismo | Estádio Olímpico João Havelange | Rio de Janeiro    | Brazilië         |
| 2010-2013        | Rieti Meeting                           | Stadio Raul Guidobaldi          | Rieti             | Italië           |
| 2013             | Memorial Zdenka Hrbacka                 | Mestský Stadion                 | Dubnica nad Váhom | Slowakije        |
| 2013             | Prefontaine Classic                     | Hayward Field                   | Eugene            | Verenigde Staten |

## Medaillelijst

### Mannen
| Onderdeel | Goud                     | Goud   | Zilver                       | Zilver | Brons                        | Brons  |
| --------- | ------------------------ | ------ | ---------------------------- | ------ | ---------------------------- | ------ |
| 2010      | Koji Murofushi Japan     | 238,52 | Dilshod Nazarov Tadzjikistan | 236,02 | Libor Charfreitag Slowakije  | 235,26 |
| 2011      | Krisztián Pars Hongarije | 239,03 | Dilshod Nazarov Tadzjikistan | 235,72 | Primož Kozmus Slovenië       | 233,90 |
| 2012      | Krisztián Pars Hongarije | 242,35 | Paweł Fajdek Polen           | 236,47 | Olexiy Sokyrskiyy Oekraïne   | 233,39 |
| 2013      | Paweł Fajdek Polen       | 244,23 | Krisztián Pars Hongarije     | 244,17 | Lukáš Melich CZE             | 239,80 |
| 2014      | Krisztián Pars Hongarije | 244,84 | Paweł Fajdek Polen           | 241,49 | Dilshod Nazarov Tadzjikistan | 241,37 |
| 2015      | Paweł Fajdek Polen       | 248,01 | Dilshod Nazarov Tadzjikistan | 236,20 | Krisztián Pars Hongarije     | 234,75 |
| 2016      | Paweł Fajdek Polen       | 242,89 | Dilshod Nazarov Tadzjikistan | 236,37 | Wojciech Nowicki Polen       | 232,63 |

### Vrouwen
| Onderdeel | Goud                    | Goud   | Zilver                             | Zilver | Brons                      | Brons  |
| --------- | ----------------------- | ------ | ---------------------------------- | ------ | -------------------------- | ------ |
| 2010      | Betty Heidler Duitsland | 225,88 | Anita Włodarczyk Polen             | 225,30 | Tatjana Lysenko Rusland    | 223,96 |
| 2011      | Betty Heidler Duitsland | 228,09 | Yipsi Moreno Cuba                  | 220,46 | Kathrin Klaas Duitsland    | 219,77 |
| 2012      | Betty Heidler Duitsland | 230,49 | Anita Włodarczyk Polen             | 223,13 | Tatjana Lysenko Rusland    | 222,05 |
| 2013      | Anita Włodarczyk Polen  | 233,83 | Tatjana Lysenko Rusland            | 227,59 | Betty Heidler Duitsland    | 226,93 |
| 2014      | Anita Włodarczyk Polen  | 232,52 | Betty Heidler Duitsland            | 228,54 | Kathrin Klaas Duitsland    | 222,65 |
| 2015      | Anita Włodarczyk Polen  | 235,28 | Betty Heidler Duitsland            | 222,28 | Martina Hrasnová Slowakije | 222,20 |
| 2016      | Anita Włodarczyk Polen  | 240,44 | Sophie Hitchon Verenigd Koninkrijk | 218,11 | Zalina Marghieva Moldavië  | 217,80 |